# Stanislaw Iljutschenko
Stanislaw Iljutschenko (russisch Станислав Ильюченко; englisch Stanislav Iljutcenko; * 13. August 1990 in Jaschalta, Sowjetunion) ist ein deutscher Fußballspieler russischer Abstammung. Der Mittelstürmer steht beim südkoreanischen Erstligisten FC Seoul unter Vertrag.

## Karriere

### Beginn in Westfalen
Iljutschenko wurde in dem südrussischen Dorf Jaschalta im gleichnamigen Rajon in der autonomen Republik Kalmückien geboren. Im Alter von fünf Jahren zog er mit seiner Familie nach Deutschland und wohnte zunächst in Unna und später in Soest. Bei den örtlichen Vereinen Soester SV und TSG Soest-Süd lernte er das Fußballspielen. Als B-Jugendlicher wechselte er zum SV Westfalia Soest und rückte im Jahre 2010 in die erste Mannschaft auf. In der Bezirksligasaison 2010/11 traf er 34 Mal und wechselte zu Westfalia Rhynern. Dort war er zunächst für die zweite Mannschaft vorgesehen,  die in der Staffel 1 der Landesliga Westfalen, der sechsthöchsten Spielklasse, vertreten war.
Während der Rückrunde der Saison 2011/12 rückte Iljutschenko in die erste Mannschaft auf und erzielte in 14 Punktspielen in der fünftklassigen und letztmals ausgetragenen NRW-Liga acht Tore. Nach der Auflösung der NRW-Liga spielte die „Westfalia“ fortan in der fünftklassigen Oberliga Westfalen. Iljutschenko erzielte 29 Tore in 31 Saisonspielen und avancierte zum zweitbesten Torschützen der Spielklasse, obwohl er drei Saisonspiele aufgrund einer Rotsperre nicht zum Zuge kam.

### Fortsetzung in der 3. und 2. Liga
Zur Saison 2013/14 wechselte er zum Drittligisten VfL Osnabrück. Sein Profidebüt gab er zum Saisonstart am 21. Juli 2013 bei der 0:3-Niederlage im Auswärtsspiel gegen den Chemnitzer FC mit Einwechslung für Andreas Spann in der 76. Minute.
Zur Saison 2015/16 wechselte Iljutschenko zum Zweitliga-Aufsteiger MSV Duisburg. Sein erstes von 21 Saisonspielen in dieser Spielklasse bestritt er zum Saisonstart am 27. Juli 2015 bei der 1:3-Niederlage im Heimspiel gegen den 1. FC Kaiserslautern mit Einwechslung für Dennis Grote in der 34. Minute; sein erstes Tor gelang ihm am 16. August 2015 (3. Spieltag) beim 2:2-Unentschieden im Heimspiel gegen Arminia Bielefeld mit dem Treffer zum Endstand in der 74. Minute. Nach dem zweiten Abstieg in die 3. Liga mit dem Verein verlängerte er nach 129 wettbewerbsübergreifenden Einsätzen für den Verein seinen im Juni 2019 auslaufenden Vertrag nicht mehr.

### Das erste Mal im Ausland
Im Sommer 2019 unterzeichnete er einen Vertrag mit dem südkoreanischen Erstligisten Pohang Steelers. In seinem ersten Jahr schlossen die Steelers die Saison auf dem fünften Tabellenplatz ab. Iljutschenko erzielte in 18 Spielen neun Tore. Am Ende der Folgespielzeit schaffte es das Team sogar auf den dritten Tabellenplatz, welcher zur Qualifikationsrunde der AFC Champions League berechtigt. Iljutschenko erzielte zwölf Tore in 21 Ligaspielen und war mit weiteren sieben Toren in fünf Spielen der erfolgreichste Torschütze in der K-League 1 Meisterrunde.
Zum 18. Januar 2021 unterschrieb Iljutschenko mit dem amtierenden Meister und Pokalsieger Jeonbuk Hyundai Motors einen Zweijahresvertrag. Die Ablösesumme wird auf 975.000 € geschätzt. Nach zwei Spielzeiten, in denen er 17 Tore in 51 Punktspielen erzielte und zwei Titel gewann, wechselt er zum Ligakonkurrenten und Hauptstadtverein FC Seoul.

## Erfolge
Jeonbuk Hyundai Motors
- Südkoreanischer Meister 2021
- Südkoreanischer Pokal-Sieger 2022

MSV Duisburg
- Meister 3. Liga 2017 und Aufstieg in die 2. Bundesliga
- Niederrheinpokal-Sieger 2017

VfL Osnabrück
- Niedersachsenpokal-Sieger 2015